# I Won't Say (I'm in Love)
I Won't Say (I'm in Love) (nella versione in italiano Ti vada o no) è una canzone composta da Alan Menken e scritta da David Zippel per la colonna sonora del film d'animazione Disney Hercules del 1997. Nella versione originale è cantata da Susan Egan, mentre in quella italiana da Barbara Cola, Paola Folli e Lalla Francia.

## Versione di Belinda Carlisle
La canzone è uscita come singolo interpretato da Belinda Carlisle nel 1997 in Germania e in Francia.
Questa versione è usata nei titoli di coda per alcuni adattamenti del film al posto di A Star Is Born.

### Tracce (versione francese)
1. I Won't Say (I'm in Love)
2. I Won't Say (I'm in Love) - Remix

### Tracce (versione tedesca)
1. I Won't Say (I'm in Love)
2. I Won't Say (I'm in Love) - Remix
3. I Won't Say (I'm in Love) - Susan Egan version

## Versione di Paola & Chiara
La canzone è stata interpretata anche in italiano dal duo milanese Paola & Chiara e pubblicata come singolo nel 1997 dall'etichetta discografica Columbia.
Il brano, trasposto in italiano da Michele Centonze, è presente anche nella colonna sonora del film Disney Hercules.
Ti vada o no è stato poi incluso nella riedizione dell'album di debutto del duo musicale, Ci chiamano bambine, uscita in seguito alla partecipazione di Paola & Chiara al Festival di Sanremo 1998.

### Tracce
CD singolo
1. Ti vada o no (Paola & Chiara) – 3:16
2. I Won't Say (I'm In Love) (Belinda Carlisle) – 3:16
3. È nata una star (Paola Folli, Lalla Francia) – 2:03

### Formazione
- Paola Iezzi - voce
- Chiara Iezzi - voce
- Marco Forni - tastiera, programmazione
- Phil Palmer - chitarre
- Paolo Costa - basso
- Lele Melotti - batteria

## Versione delle Cheetah Girls
La canzone è uscita come primo singolo del CD Disneymania 3, interpretato dal gruppo The Cheetah Girls. Il singolo è uscito il 14 febbraio 2005.

### Tracce
1. I Won't Say (I'm In Love)
2. Radio Disney Interview with The Cheetah Girls

### Video musicale
Le Cheetah Girls hanno fatto un video per il singolo, ma non era un video musicale come gli altri: le ragazze infatti cantano sorridendo e facendo foto con la macchina fotografica in uno studio di registrazione.
Il video è stato presentato in anteprima il 14 febbraio 2005 sul Disney Channel inglese.